# Rejtekhely (film, 2012)
A Rejtekhely (Stash House) 2012-es amerikai akció-thriller, melyet Eduardo Rodriguez rendezett. A főszereplők Sean Faris, Dolph Lundgren, Briana Evigan és Jon Huertas. A film az After Dark Action akciófilmek sorába tartozik.

## Cselekmény
|  | Alább a cselekmény részletei következnek! |

Amy és férje, David Nash beköltöznek újonnan vett házukba. Hamarosan nagy mennyiségű heroint találnak a falban elrejtve, és rádöbbennek, hogy egy drogkartell házát vásárolták meg. Mielőtt azonban a rendőrséghez fordulhatnának, a házban rekednek, mert felbukkan a kartell két embere. Szerencséjükre a ház egy valóságos erődítmény, így véres macska-egér játék veszi kezdetét...

## Szereplők
(Zárójelben a magyar szinkronhangok feltüntetve)
- Sean Faris –– David Nash (Stern Dániel)
- Briana Evigan –– Amy Nash (Vági Viktória)
- Dolph Lundgren –– Andy Spector (Jakab Csaba)
- Jon Huertas –– Ray Jaffe (Szokol Péter)
- Richard Holden –– Millard Hanson
- Alyshia Ochse –– Trish Garrety

## Médiamegjelenés
A film 2012. május 11-én jelent meg DVD-n az Amerikai Egyesült Államokban. Magyarországon a film nem jelent meg DVD-n, csupán TV-ben adták le.